# Munții Siwalik
Dealurile Sivalik, cunoscute drept și Dealurile Shivalik și Churia, sunt un lanț de munți exterior Munților Himalaya care se întinde de la Râul Indus aproximativ 2,400 km spre este apropae de Râul Brahmaputra, apărând de-a lungul părților nordice ale subcontinentului Indian. Are 10-50 km lățime cu o elevație medie de 1,500-2,000 m. Între Râurile Teesta și Raidāk, în Assam, se află un spațiu liber de aproape 90 km. În unele texte sanscrite regiunea este denumită Manak Parbat. Sivalik înseamnă la propriu „pletele lui Shiva”. Regiunea Sivalik este casa Culturii arheologice Soanian.

## Geologie
Din punct de vedere geologic, Dealurile Sivalik aparțin depunerilor din Terțiar ale Munților Himalaya exteriori. Sunt compuși în mare parte din roci conglomerate și granit, care sunt solidificate de deșeurile vegetale ale Munților Himalaya spre nordul lor; sunt slab consolidați. Magnetizarea pietrelor și a granitului indică faptul că s-au depus acum 16-5,2 milioane de ani. În Nepal, Râul Karnali expune cea mai veche parte a Dealurilor Shivalik.

## Preistorie
Rămășițele Paleoliticului inferior (aproximativ 500,000 - 125,000 BP) ale culturii Soaniene au fost descoperite în regiunea Sivalik. Cultura Soania este numit după Valea Soan din Dealurile Shivalik ale Pakistanului. Cultura arheologică Soaniană este găsită primprejurul regiunii Sivalik, regiune care este ocupată în prezent de India, Nepal și Pakistan.

## Demografie
Densitatea redusă a populațieie în Dealurile Sivalik și de-a lungul culmilor Lanțului Inferior al Munților Himalaya, plus malaria virulentă din pădurile umede care încojoară acest loc, creeaă o zonă culturală, lingvistică și politică de tampon între densitatea mare de oameni din câmpii din sud și a dealurilor de dincolo de abruptul Mahabharat, izolând două populații una de alta și stimulându-le să aibă căi diferite de evoluție în ceea ce privește limba, rasa și cultura.
Oamenii Tribului Lepcha trăiesc în zonele Sikkim și Darjeeling.